# Duinlust (Overveen)
Duinlust is een buitenplaats aan de Duinlustweg in de Nederlandse plaats Overveen (gemeente Bloemendaal, provincie Noord-Holland). Het landhuis is eigendom van een projectontwikkelaar en in gebruik voor evenementen. Het park is van Staatsbosbeheer, het sluit aan bij het natuurgebied Middenduin van die organisatie. Duinlust is als complex aangewezen als rijksmonument.

## Geschiedenis
In 1783 kreeg koopman Jan Gijsen Middelkoop een stuk grond in erfpacht waar hij een huis op zette, rogge verbouwde en een boomgaard aanlegde. Zijn erven verkochten het in of na 1810 aan jonkheer Jan Willem Druyvesteyn (1786-1857), griffier van het Bloemendaalse vredegerecht. Hij stichtte er de buitenplaats 'Duinlust' en bouwde een wit, in Empirestijl opgetrokken huis, ontworpen door Thomas Atkinson. Er kwam een oranjerie bij die nog aanwezig is. De in 1939 afgebroken koetshuizen en het stalgebouw waren fraai afgewerkt. 
In 1828 verkochten zijn erfgenamen het huis aan Johanna Jacoba van de Velde, weduwe van Willem Borski. Zij was tevens eigenares van de buitenplaats Elswout dat ligt aan de andere kant van de Duinlustweg. Na haar dood ging Duinlust over naar zoon Willem Borski, een bekend Amsterdams bankier. Het werd het zomerverblijf van zijn oudste dochter Johanna Jacoba. Zij trouwde in 1850 met haar neef David van der Vliet. Na de dood van haar vader in 1881 erfde zij het landgoed.

### Nieuw huis en park
Zodra Johanna Jacoba eigenares is, laat zij in 1881 een nieuw huis bouwen door architect Constantijn Muysken. Het wordt ontworpen in neorenaissancestijl. Om de centrale hal en het grote eikenhouten trappenhuis liggen de grote en kleine salon, de bibliotheek, de jachtkamer, de biljartkamer, de eetkamer en de dessertkamer. Er kwam zelfs een hydraulische lift in het huis. 
De aanleg van het park werd in 1882 uitbesteed aan de Duitse landschapsarchitect C.E.A. Petzold. Er kwam ook een ommuurde moestuin met onder anderen druiven-, perzik- en varenkassen, koude- en broeikassen, bloemkassen, vijgenbomen, een kersenboomgaard en ananasbakken. Voor vermaak werden een kleine rolschaats- en kegelbaan aangelegd. De aanwezige folly is mogelijk al wat ouder dan deze parkaanleg.

### Na 1940
Voorafgaand aan de Tweede Wereldoorlog werden op de buitenplaats Nederlandse troepen gelegerd. Daarna kwamen er Duitsers en ten slotte de marechaussee. In 1945 wordt het huis gebruikt door de Canadese bevrijders en de Binnenlandse Strijdkrachten. Van 1948 tot 2001 was het Centraal Instituut Opleiding Sportleiders (CIOS) er gevestigd, in de jaren 1960 bouwde deze instelling een sportzaal en een lesgebouw bij het huis. 

## Huidige situatie
Na vertrek van het CIOS kwam Duinlust leeg te staan. Er werden plannen gemaakt voor appartementen en villa's op het terrein. De moderne gebouwen zouden worden gesloopt en de monumenten gerenoveerd. De gemeente Bloemendaal gaf in 2019 voor deze plannen echter geen vergunning. Het huis kwam in gebruik als onderkomen voor incidentele bijeenkomsten en evenementen.

## Rijksmonument
Beschermd als rijksmonument is de toegangspartij aan de Duinlustweg, de portierswoning, het hoofdgebouw, de oranjerie, de folly, het tuinhuis, de tuinmuur en de ijskelder. Ook de parkaanleg op de buitenplaats valt onder de bescherming.